# Landesgartenschau Neumarkt in der Oberpfalz 1998
Die bayerische Landesgartenschau 1998 fand als achte Landesgartenschau von 24. April bis 4. Oktober 1998 in Neumarkt in der Oberpfalz statt. Unter dem Motto „SinnesWandel“ wurde das Gelände der ehemaligen Kläranlage am Ludwigskanal saniert und in eine Parklandschaft umgestaltet.
Da Neumarkt sich kurzfristig für die Landesgartenschau beworben hatte, standen für die Planung und Bebauung des Geländes nicht wie sonst sieben, sondern nur drei Jahre zur Verfügung.

## Bewerbung, Zuschlag und Planung

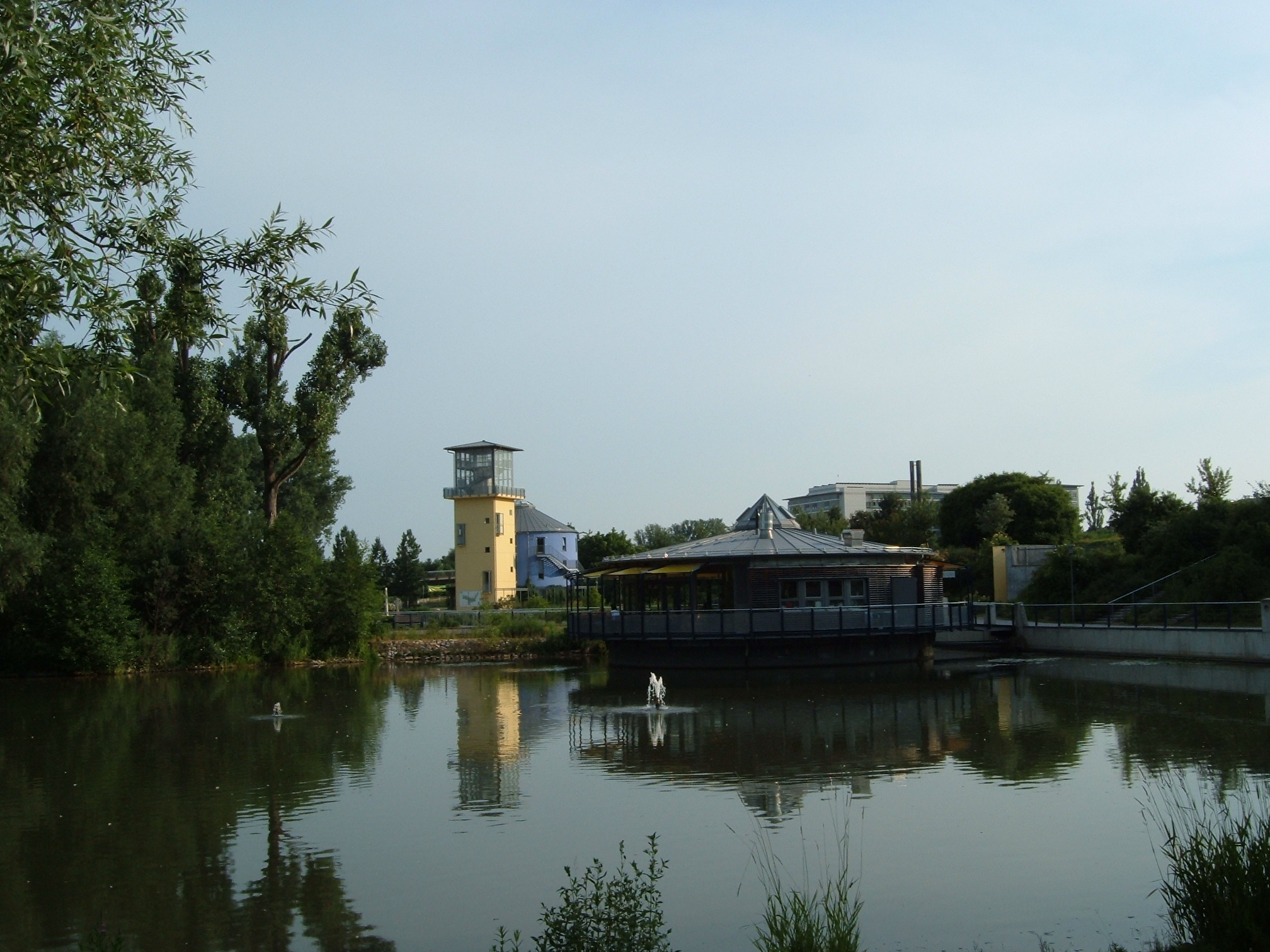
Neu gestaltete Gebäude der ehemaligen Kläranlage

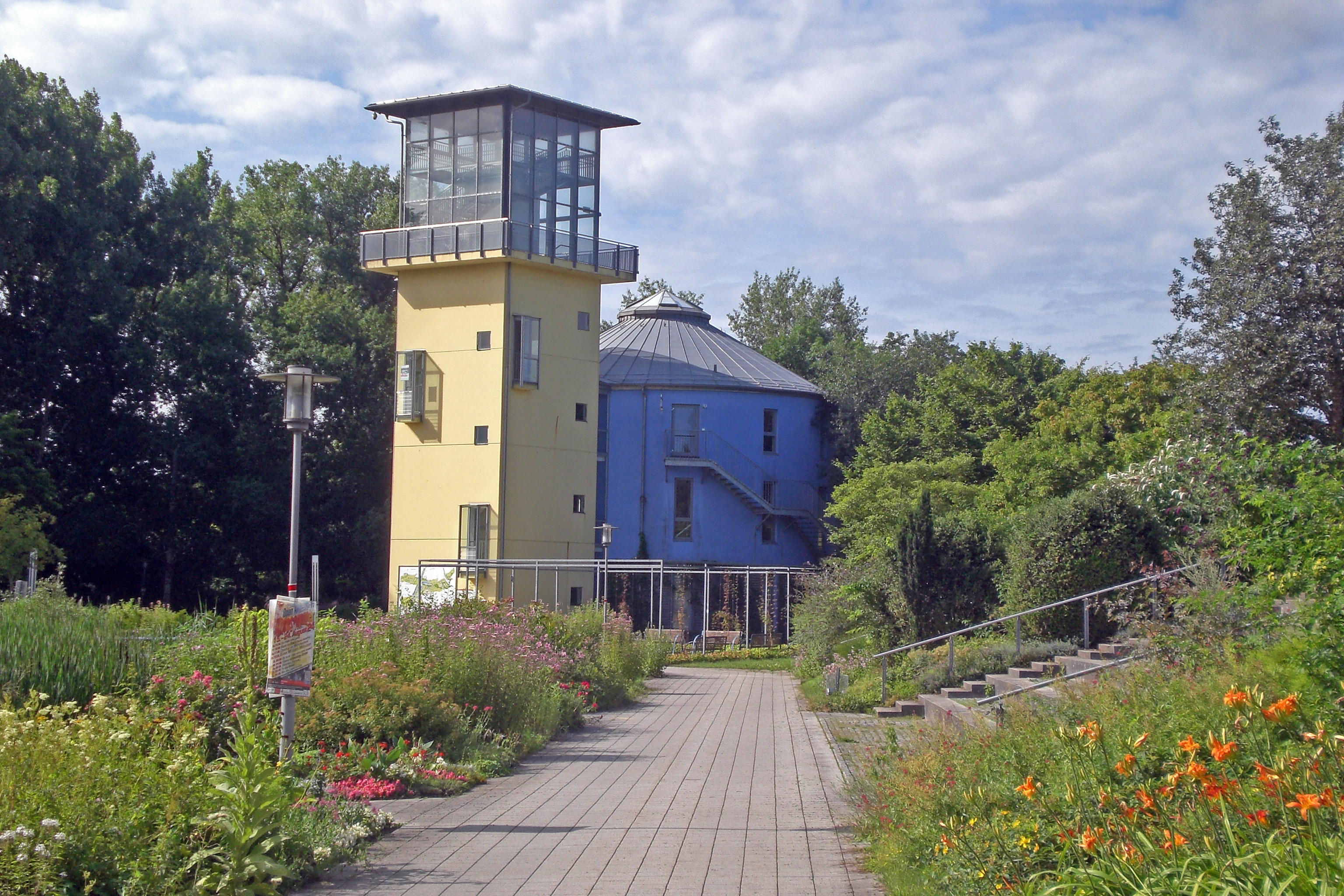
Aussichtsturm (2024)

Im Neumarkter Stadtrat gab es in den 1990er Jahren erstmals Überlegungen, sich um die Durchführung einer Landesgartenschau zu bewerben. Da jedoch für 1996 bereits das benachbarte Amberg den Zuschlag erhalten hatte und so die Wahrscheinlichkeit, in absehbarer Zeit erneut eine Landesgartenschau in die Oberpfalz zu bekommen, äußerst gering war, wurden diese Überlegungen verworfen.
Das niederbayerische Landshut hatte bereits 1991 den Zuschlag für die Landesgartenschau 1998 erhalten, musste ihn jedoch auf Grund finanzieller Schwierigkeiten 1994 wieder zurückgeben. Auf Initiative des damaligen Oberbürgermeisters Alois Karl reichte die Stadt Neumarkt eine kurzfristige Bewerbung für 1998 ein und erhielt den Zuschlag im Februar 1995.
Da erst Anfang der 1990er Jahre eine neue Kläranlage am Stadtrand in Betrieb genommen wurde, standen Gebäude und Gelände der alten Anlage für die Landesgartenschau zur Verfügung. Dieses Areal liegt beiderseits des Ludwigskanals zwischen dem Klinikum und dem Stadtteil Holzheim. Das Gelände hat eine Fläche von 17 Hektar, zusätzlich wurden auch die sich im Nordosten anschließenden Schwarzachauen in das Konzept einbezogen, so dass sich das Areal der Landesgartenschau auf etwa 30 Hektar vergrößerte.
Für die Gestaltung des Geländes stellte die Stadt Neumarkt umgerechnet etwa 13,8 Millionen Euro zur Verfügung. Zwei Landschaftsarchitekturbüros wurden mit der Planung beauftragt, eine eigens gegründete GmbH organisierte die Planung und Durchführung der Schau. Die ehemaligen Gebäude der Kläranlage wurden einbezogen. So wurde zum Beispiel der Faulturm in ein Ausstellungsgebäude mit Aussichtsturm umgestaltet, die Schlammabsatzbecken wurden als Wassergärten angelegt.
Die Stadt Neumarkt verfolgte von Anfang ein Konzept der Nachhaltigkeit. Auch nach der Landesgartenschau sollten große Teile des Geländes als neuer Stadtpark erhalten bleiben. Daneben wurde das Gelände auch als Überflutungsraum angelegt. Die durch das Gelände fließenden Bäche Schwarzach und Maierbach wurden renaturiert und erhielten weit ausladende Uferzonen, die genügend Flächen für Hochwasser bieten. Das Wegenetz wurde in weiten Teilen auf Stegen und Brücken verlegt.
In der Innenstadt wurden Grünanlagen und Parks teilweise renoviert; eine neue Fußwegverbindung zwischen der Altstadt und dem Ausstellungsgelände wurde geschaffen. Der Bahnhof Neumarkt wurde umfassend saniert und neu gestaltet, auf dem ehemaligen Gelände des Güterbahnhofs wurde ein neuer Busbahnhof eingerichtet.

## Durchführung
Am 24. April 1998 wurde die Landesgartenschau durch Staatsminister Hans Zehetmair und Oberbürgermeister Alois Karl eröffnet. Bis zum 4. Oktober 1998 besuchten etwa 1,1 Millionen Gäste die Landesgartenschau. Das Programm an den einzelnen Veranstaltungstagen setzte sich aus zahlreichen Führungen, Vorträgen, Rundgängen, Musik-, Tanz- und Theatervorführungen zusammen. Zahlreiche regionale Unternehmen und Einrichtungen nutzten die Landesgartenschau, um sich einem breiten Publikum zu präsentieren.
Für die Durchführung der Landesgartenschau stand ein zusätzliches Budget von umgerechnet etwa 6,1 Millionen Euro zur Verfügung.

## Spätere Nutzung des Geländes

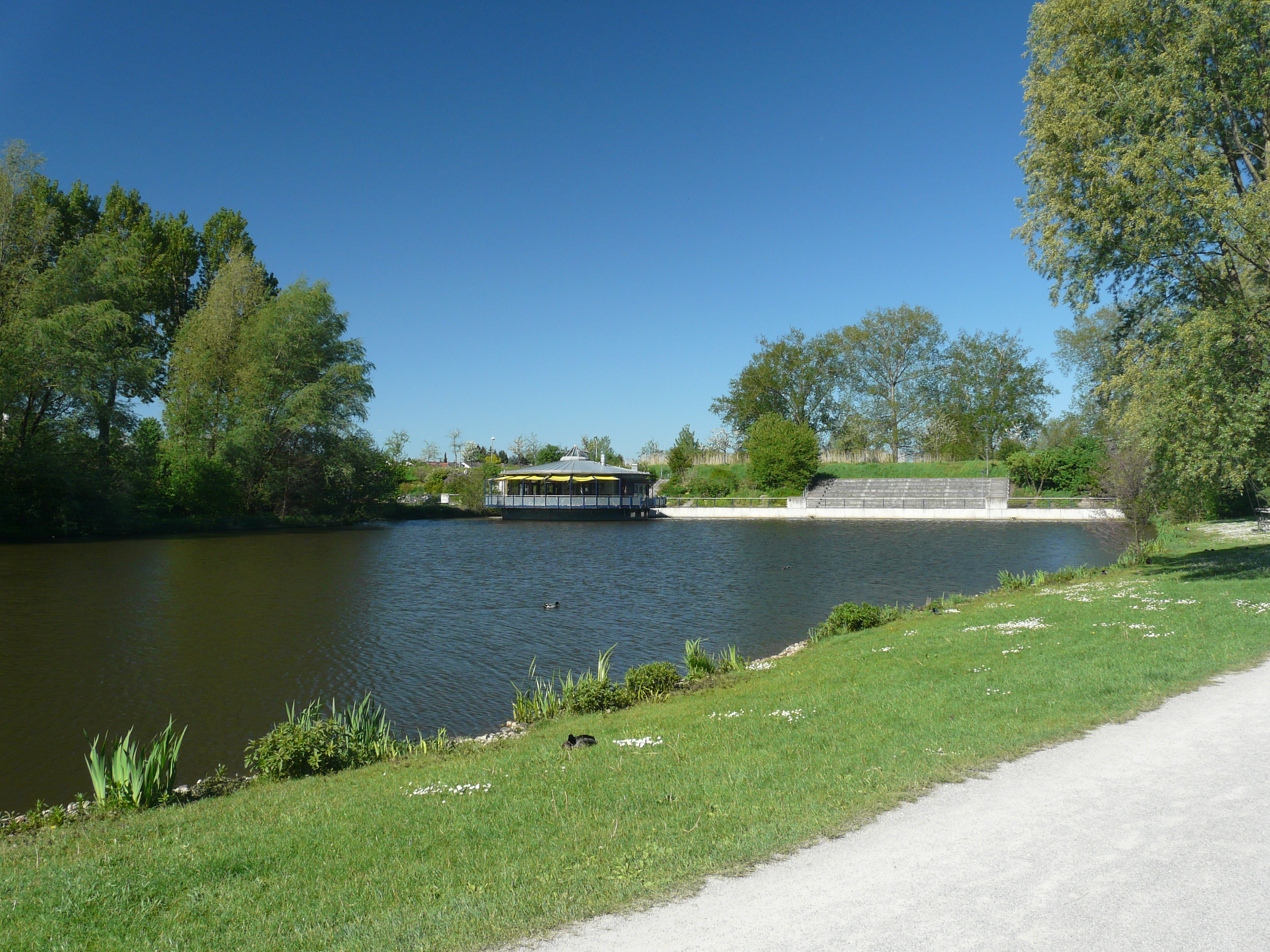
See und See-Café im Landesgartenschau-Park im Jahr 2008

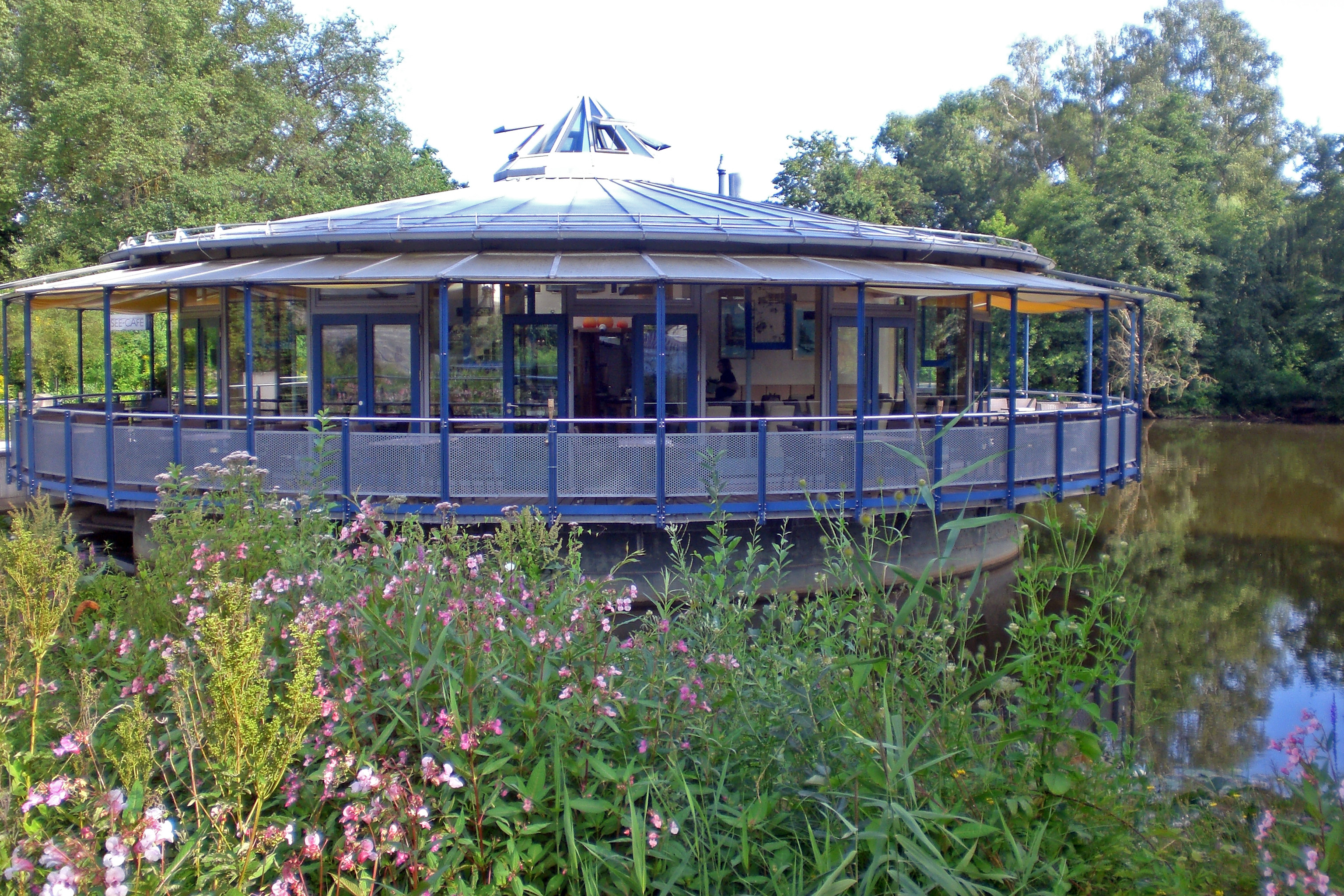
See-Cafe (2024)

Im Herbst 1998 begann der Rückbau der Anlagen, die nicht mehr weiter genutzt werden konnten. Kassenbereiche an den Eingängen, Bierzelte der Gastronomie und Umzäunungen wurden teilweise demontiert. Teile der Bepflanzung und der Ausstellung, deren Erhalt zu aufwändig gewesen wäre, wurden entfernt.
Trotzdem blieben etwa 90 Prozent des Geländes nahezu unverändert erhalten und stellen heute den sogenannten LGS-Park als neues Naherholungsgebiet im nördlichen Stadtbereich dar. Im Rahmen der Reihe Sommer im Park finden jährlich zahlreiche Veranstaltungen im Park statt, im August wird an den Böschungen des Ludwigskanals ein Open-Air-Kino eingerichtet. Ein Teil des Geländes ist noch umzäunt, es wird in den Nachtstunden abgesperrt und von einem Sicherheitsdienst bewacht.
Die Pflege und den Erhalt des Geländes obliegt der Stadt Neumarkt, unterstützt von mehreren Vereinen und Verbänden, die sich zur Initiative des guten Willens zusammengeschlossen haben.
Im Gelände befinden sich unter anderem das See-Café und ein Kiosk das vom See-Café betrieben wird. Im Schauturm hat die Fachhochschule für angewandtes Management eine Zweigstelle eingerichtet.

## Sonstiges
Der berüchtigte Raubritter Eppelein von Gailingen wurden 1371 gefangen genommen und in Nürnberg zum Tode verurteilt. Ihm gelang jedoch die Flucht, erst 1381 konnte er in Postbauer-Heng erneut gefangen genommen werden. Um eine erneute Flucht auszuschließen, wurde er ins nahe Neumarkt gebracht und dort am 15. Mai 1381 durch das Rad hingerichtet. Mitarbeiter des Neumarkter Stadtarchivs stellten 1998 fest, dass die Rechnung von 639 Pfund, 14 Schilling und sechs Heller für Gefangennahme und Hinrichtung Eppeleins durch die Stadt Nürnberg nie beglichen wurden. Mit Zins und Zinseszins wurde im Jahr 1998 eine Schuld von etwa 84 Billionen D-Mark ermittelt und der Stadt Nürnberg scherzhaft in Rechnung gestellt.
Nürnbergs Bürgermeisterin Helen Jungkunz nahm einen Besuch auf der Landesgartenschau zum Anlass, diese Rechnung in Form einer mit Schokoladentalern gefüllten Truhe zu begleichen und überreichte diese dem Neumarkter Oberbürgermeister. Jedoch entdeckten kurz darauf Mitarbeiter des Nürnberger Staatsarchivs in den Unterlagen Hinweise darauf, dass die ursprüngliche Rechnung bereits kurz nach der Hinrichtung Eppeleins beglichen worden sein dürfte. Die Summe wurde jedoch nicht zurückgefordert.